# André Martin (réalisateur)
Pour les articles homonymes, voir André Martin et Martin.
André Martin, né le 31 décembre 1925 à Bordeaux et mort le 4 octobre 1994 à Juvisy-sur-Orge, est un critique de cinéma et un réalisateur de films d'animation français.

## Filmographie

### Filmographie
Courts-métrages d'animation
- 1959 : Patamorphose ou le désespoir du peintre avec Michel Boschet
- 1960 : Mais où sont les nègres d'antan ? avec Michel Boschet
- 1984: Maison vole avec Philippe Queau

Documentaires
- 1958 : Demain Paris avec Michel Boschet
- 1965 : L'Invention de la photographie avec Michel Boschet
- 1966 : Gloire à Félix Tournachon avec Michel Boschet
- 1966 : La Télévision est là avec Éric De Bayser
- 1966 : Image, que me veux-tu ?

## Récompenses
- 1967 : Prix du jury du meilleur court métrage pour Gloire à Félix Tournachon au Festival de Cannes

### Écrits
- André Martin (dir.) et Bernard Clarens (dir.), André Martin, 1925-1994 : écrits sur l'animation, t. 1, Paris, Dreamland, coll. « Collection Image par image », 2000, 271 p. (ISBN 2-910027-63-5, BNF 37565884)